# Broadwood

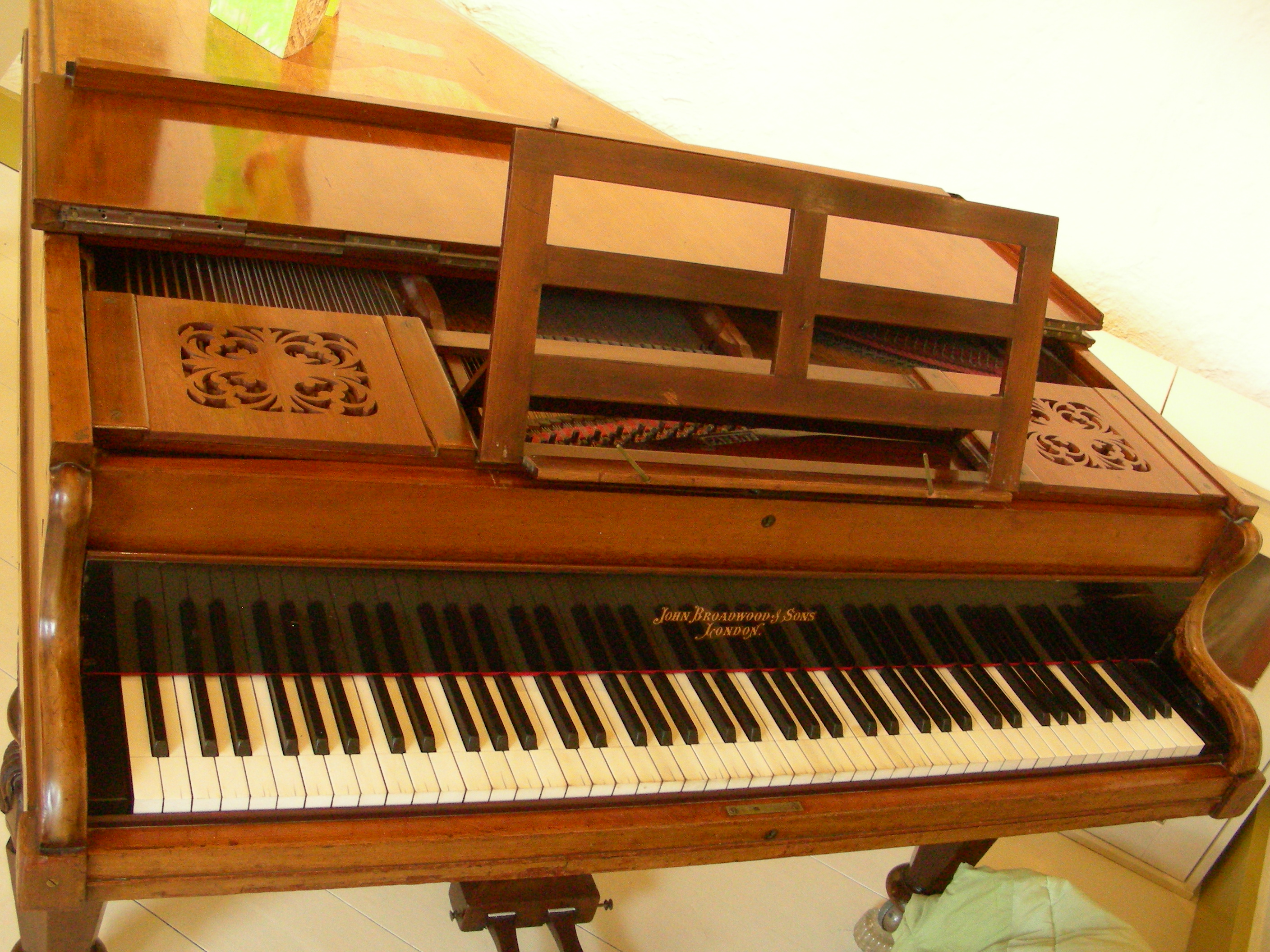
Piano Broadwood, c. 1840

Broadwood and sons es una compañía inglesa fabricante de pianos fundada en 1728 por Burkat Shudi. La compañía continuó, después de su muerte en 1773, bajo la tutela de  John Broadwood.

## historia temprana
John Broadwood, un carpintero y ebanista escocés, llegó a Londres en 1761 y comenzó a trabajar para el fabricante de clavecines suizo Shudi Burkat. Años luego, John se casó con la hija de Shudi y se convirtió en socio de la firma en 1770. A medida que la popularidad del clave fue decayendo, la empresa se concentró cada vez más en la fabricación de pianos, abandonando por completo la fabricación de clavecines/clavicordios en 1793. Como el (¿primer?) hijo de Broadwood, llamado James Shudi Broadwood, había trabajado para la empresa desde 1785, en 1795 la empresa pasó a llamarse John Broadwood & Son. Y cuando el tercer hijo de Broadwood, llamado Thomas Broadwood, se convirtió en socio en 1808, la empresa asumió el nombre de John Broadwood & Sons Ltd., nombre que conserva hasta nuestros días.

## Innovaciones

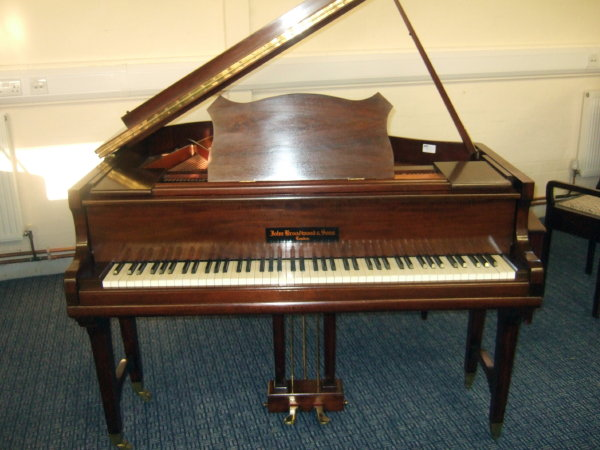
Piano de media cola Broadwood, año 1929

Broadwood produjo su primer piano (¿cuadrado?) en 1771, a partir de un modelo de Johannes Zumpe, y trabajó asiduamente para desarrollar y perfeccionar el instrumento, moviendo el tablón de arrebatar de los primeros pianos (que se localizaba al lado de la caja como en los clavicordios) a la parte posterior de la caja en 1781, innovando en las teclas y en que la sustitución de la mano se detenga con los pedales (un especialista debería mejorar un poco la descripción de estas innovaciones técnicas). En 1789, a sugerencia de Jan Ladislav Dussek, se extendió el teclado del piano de cola a más de cinco octavas de CC en los agudos, y luego a seis octavas completas en 1794. Con estas mejoras, los instrumentos se volvieron populares, con referentes músicos tan importantes como Joseph Haydn, Ludwig van Beethoven y Frédéric Chopin.

## En el año 2000
La compañía cuenta con una Cédula Real como fabricante y afinador de pianos.